# 大根占町
大根占町（おおねじめちょう）は、鹿児島県南東部、肝属郡に属していた町。現在の錦江町北部、神ノ川流域にあたり、同町の町役場の所在地でもある。本項では町制前の大根占村（おおねじめむら）についても述べる。

## 地理
- 山：横堀の岡、八山岳、荒西山
- 峠：笹原峠
- 河川：神ノ川
- 海洋：鹿児島湾

## 歴史
- 1889年（明治22年）4月1日 - 町村制の施行により、城元村、馬場村、神川村が合併して南大隅郡大根占村が発足。
- 1897年（明治30年）4月1日 - 郡の統合により肝属郡に所属[1]。
- 1933年（昭和8年）8月1日 - 大根占村が町制施行して大根占町となる。
- 2005年（平成17年）3月22日 - 田代町と合併して錦江町が発足。同日大根占町廃止。

## 交通

### 鉄道
町内を鉄道路線は通っていない。最寄り鉄道駅は九州旅客鉄道（JR九州）隼人駅。

### 道路
- 国道269号
- 国道448号
- 鹿児島県道68号鹿屋吾平佐多線
- 鹿児島県道561号神之川内之浦線

## 出身
- 大雄辰實 - 大相撲力士
- 4代目三遊亭圓歌 - 落語家
- 川越美和 - 歌手・女優